# Balliol College
Il Balliol College è uno dei collegi costituenti l'Università di Oxford. Fondato nel 1263 da un gruppo di accademici scozzesi su iniziativa del nobile John de Balliol, ha una forte tradizione politica potendo contare su tre ex-alunni che sono poi diventati primi ministri britannici. Vista la sua data di fondazione, il collegio reclama il primato del più antico di Oxford, che contende con il Merton College e l'University College.